# Хорошовский сельский округ (Московская область)
Хорошовский сельский округ — упразднённая административно-территориальная единица, существовавшая на территории Коломенского района Московской области в 1994—2006 годах.
Хорошовский сельсовет был образован в первые годы советской власти. По данным 1922 года он входил в состав Парфентьевской волости Коломенского уезда Московской губернии.
В 1926 году Хорошовский с/с включал село Хорошово, а также хутор Хлопотинский, 4 лесных сторожки и железнодорожную будку.
В 1929 году Хорошовский с/с был отнесён к Коломенскому району Коломенского округа Московской области. При этом к нему был присоединён Климовский с/с.
17 июля 1939 года к Хорошовскому с/с был присоединён Бобреневский сельсовет (селение Бобренево).
14 июня 1954 года к Хорошовскому с/с был присоединён Чанковский сельсовет.
1 февраля 1963 года Колменский район был упразднён и Хорошовский с/с вошёл в Коломенский сельский район. 
30 июня 1964 года к Хорошовскому с/с был присоединён Новодеревенский с/с.
11 января 1965 года Хорошовский с/с был возвращён в восстановленный Коломенский район.
30 мая 1978 года в Хорошовском с/с посёлок ММС был включён в черту села Новохорошово.
3 февраля 1994 года Хорошовский с/с был преобразован в Хорошовский сельский округ.
27 июля 2001 года в Хорошовский с/о были переданы деревня Рождественка Губастовского с/о и посёлок шлюза «Северка» Никульского с/о.
23 сентября 2003 года к Хорошовскому с/о был присоединён Губастовский с/о.
В ходе муниципальной реформы 2004—2005 годов Хорошовский сельский округ прекратил своё существование как муниципальная единица. При этом все его населённые пункты были переданы в сельское поселение Хорошовское.
29 ноября 2006 года Хорошовский сельский округ исключён из учётных данных административно-территориальных и территориальных единиц Московской области.